# Franz Seitz (Mediziner)

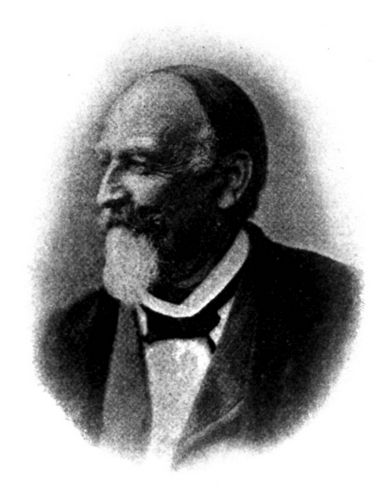
Franz Seitz

Franz Seraph Seitz oder Franz Paul Seitz (* 15. Dezember 1811 in Lichtenau (Mittelfranken); † 17. April 1892 in München) war ein deutscher Mediziner und Hochschullehrer.

## Leben
Franz Seitz studierte von 1830 bis 1834 an der Ludwig-Maximilians-Universität München Naturwissenschaften und Medizin. 1831 wurde er Mitglied des Corps Palatia München. Nach seiner Promotion zum Dr. med. im Jahre 1834 trat er 1835 als Militärarzt in die Bayerische Armee. Wissenschaftliche Reisen führten ihn nach Berlin und Wien sowie nach England, Frankreich und Holland. 1845 führte er den Nachweis, dass Schleimfieber und Abdominaltyphus identische Krankheiten sind. Besondere wissenschaftliche Bedeutung erlangten seine Arbeiten über Infektionskrankheiten wie Cholera, Diphtherie, Miliaria und Diphtherie. 1848 habilitierte er sich an der Ludwig-Maximilians-Universität München. 1850 wurde er dort zum außerordentlichen a.o. Professor berufen und im selben Jahr, nach dem frühzeitigen Tode von Carl Schneemann (1812–1850), dem Mitbegründer der Münchner Universitätspoliklinik, zum Vorstand der Poliklinik ernannt, die er bis zu seinem Tode leitete. Unter Seitz kam die Klinik 1863 in das Reisingerianum. 1852 wurde Seitz der Lehrstuhl Schneemanns übertragen, verbunden mit seiner Berufung zum ordentlichen Professor der Arzneimittellehre. Im akademischen Jahr 1860/61 stand er der Universität als Rektor vor. Im Jahr 1866 wurde er zum Mitglied der Deutschen Akademie der Naturforscher Leopoldina gewählt und erhielt dort den akademischen Beinamen Joh. Frank II. Generationen von Medizinern wurden von ihm in die medizinische Diagnostik eingeführt.
Franz Seitz starb 1892 im Alter von 80 Jahren in München.

## Grabstätte

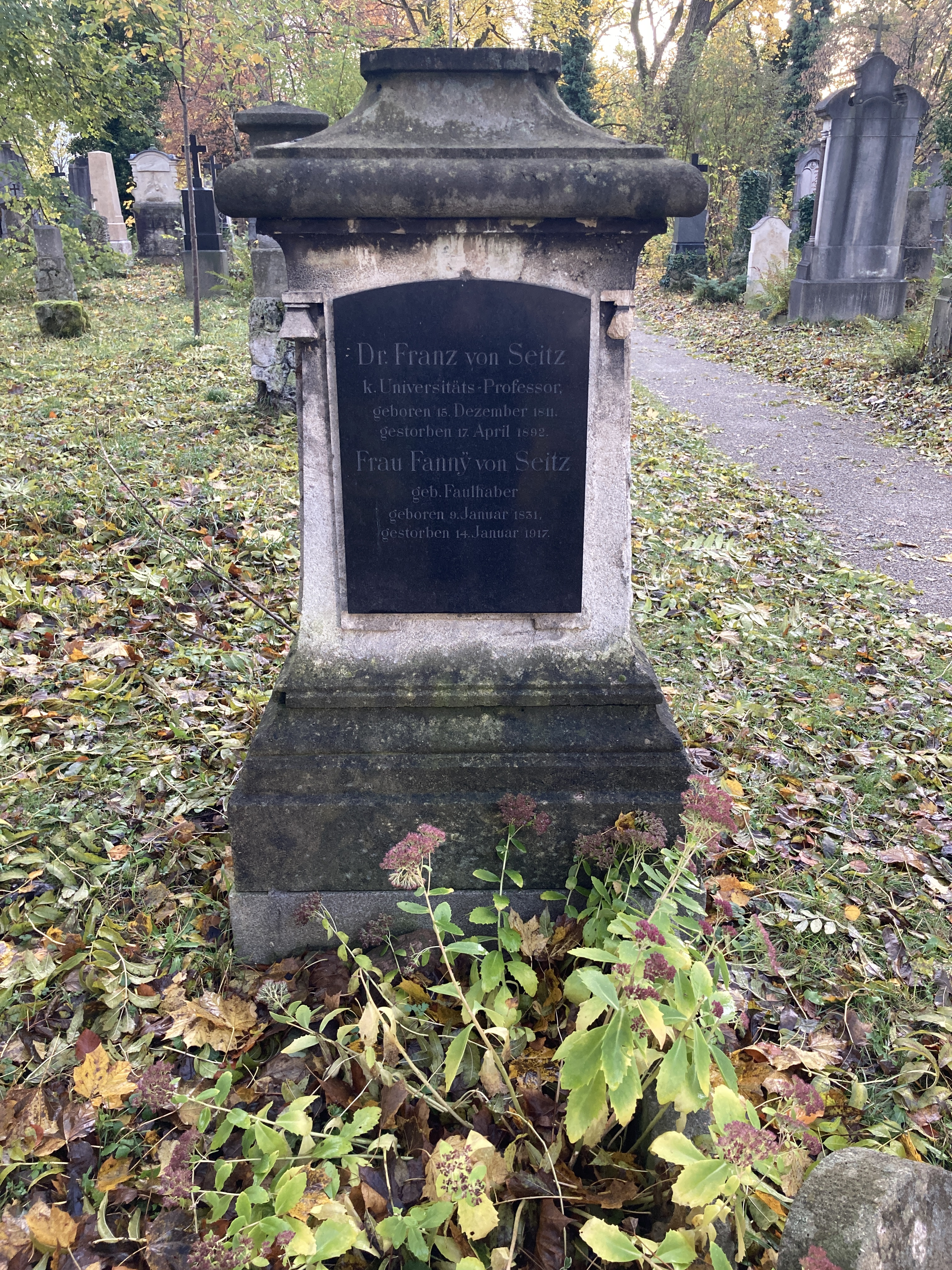
Grab von Franz Seitz auf dem Alten Südlichen Friedhof in München

Die Grabstätte von Franz Seitz befindet sich auf dem Alten Südlichen Friedhof in München (Gräberfeld 13 – Reihe 12 – Platz 57) Standort. In dem Grab liegt auch  Fanny von Seitz, geborene Faulhaber (* 9. Januar 1831; † 14. Januar 1917), die Ehefrau von Franz Seitz.

## Familie
Seitz heiratete 1857 Anna Franziska von Faulhaber, genannt Fanny, die Tochter eines württembergischen Hauptmanns. Sein Schwager wurde Konrad Maurer, der ebenfalls Professor an der Ludwig-Maximilians-Universität München war. Seitz und seine Frau hatten drei Kinder. Ihr Sohn Carl Seitz trat in die väterlichen Fußstapfen und wurde ebenfalls Mediziner und Hochschullehrer in München. Ihre künstlerisch begabte jüngste Tochter Marie Seitz wurde die Ehefrau von Oskar von Miller.

## Auszeichnungen
Franz Seitz wurde in den Adelsstand erhoben.

## Schriften
- De Amaurosi, 1836
- Der Friesel – Eine historisch-pathologische Untersuchung, 1845
- Die Identität zwischen Abdominaltyphus und Schleimfieber, 1845
- Der Typhus vorzüglich nach seinem Vorkommen in Bayern geschildert, 1847
- Bemerkungen über epidemische und endemische Krankheitsverhältnisse, gesammelt auf einer Reise nach Paris und London im Somer des Jahres 1846, 1848 (Habilitationsschrift)
- Rede zum Antritte des Rektorats der Ludwig-Maximilians-Universität, 1860
- Ueber die Pflege der Leibesübungen auf den deutschen Universitäten, 1861
- Catarrh und Influenza, 1865
- Die geschichtliche Entwickelung der Epidemiologie, 1866
- Bericht des Hilfsvereins für verwundete und kranke Krieger in München, 1867
- Beobachtungen über die Cholera, ihre Aetiologie und Therapie während der Jahre 1873 und 1874 in München, 1875
- Diphtherie und Croup geschichtlich u. klinisch dargestellt, 1877
- Die Krankheiten zu München in den Jahren 1875 und 1876 und ihre Verhütung, 1877
- Die Krankheiten zu München im Jahre 1877, besonders das typhöse Fieber, 1878
- Festrede bei dem fünfzigjährigen Stiftungsfeste des aerztlichen Vereines in München am 27. October 1883, 1883
- Die Therapie der Cholera, 1884
- Der Abdominaltyphus nach langjähriger Beobachtung von Dr. Franz Seitz, ord. Professor der Medicin an der Universität München, 1888